# Манойлович, Никола
Никола Манойлович (серб. Никола Манојловић / Nikola Manojlović; род. 1 декабря 1981, Белград) — сербский гандболист, левый полусредний сборной Сербии.

## Карьера

### Клубная
Воспитанник школы клуба «Црвена Звезда», выступал в его составе до 2005 года. В течение 2005 года выступал за швейцарский клуб «Пфади» из Винтертура, в декабре 2005 года подписал контракт с командой «Фриш Ауф» из Гёппингена. Спустя с половиной года выступлений за гёппингскую команду перебрался в румынскую «Констанцу» в 2009 году, но не закрепился там и провёл следующий сезон в немецкой команде «Рейн-Некар Лёвен». С 2010 по 2013 годы выступал в Словении за клубы «Веленье» и «Копер», вернулся в состав «львов» в 2013 году. С июня 2014 по декабрь 2015 года выступал за БГК им. Мешкова, с января по июнь 2016 года — игрок немецкого клуба «Люббекке».

### В сборной
В сборной Никола сыграл только 20 игр. Выступал на Олимпиаде в Лондоне в 2012 году и на чемпионате Европы 2012 года, где завоевал серебряные медали.